# 希科里弗拉特 (密西西比州)
希科里弗拉特（英語：Hickory Flat）是位於美國密西西比州本頓縣的城鎮。

## 人口
根據2020年美國人口普查的數據，希科里弗拉特的面積為2.48平方千米，皆為陸地。當地共有人口496人，而人口密度為每平方千米200人。